# Calci sulfat
Calci sulfat là một hóa chất công nghiệp và thí nghiệp thông dụng. Dưới dạng γ-anhydride (gần như dạng khan), nó được sử dụng làm một chất hút ẩm. Trong tự nhiên, calci sulfat là một loại đá màu trong mờ, tinh thể trắng, thì một dạng được bán dưới tên gọi Drierite® có màu sắc xanh da trời hay hồng do vì có thấm lẫn với muối cobalt(II) chloride, hoạt động như một chất chỉ thị độ ẩm. Công thức hóa học của calci sulfat là (CaSO4.~0.5H2O) còn gọi là vữa thạch cao, còn dihydrate (CaSO4.2H2O) xuất hiện trong tự nhiên dưới dạng thạch cao. Dạng anhydrous xuất hiện trong tự nhiên dưới là β-anhydrit. Tùy thuộc vào phương pháp nung của calci sulfat dihydrate mà các hemihydrat riêng biệt đôi khi được phân biệt: alpha-hemihydrate và beta-hemihydrat. Chúng trông chỉ khác biệt về kích cỡ tinh thể. Các tinh thể alpha-hemihydrat có hình lăng trụ nhiều hơn các tinh thể beta-hemihydrat và khi trộn với nước tạo thành một kết cấu mạnh và cứng hơn.

### Ứng dụng
Calci sulfat được dùng điều chế lưu huỳnh dioxide và calci silicat bằng cách nung hỗn hợp thạch cao, than cốc và cao lanh (silic dioxide)